# Primicerius

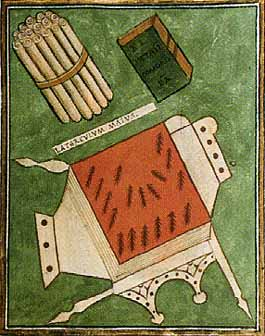
Insignien des Primicerius notariorum, Abbildung aus den Notitia dignitatum

Als primicerius (primus in cera bzw. primus in tabula cerata, d. h. erster auf einer gewachsten Tafel mit einer Liste von Beamten) wurde in der römischen Spätantike jeder Vorsteher eines zivilen Verwaltungszweiges bezeichnet, z. B. primicerius notariorum, primicerius protectorum. Beim primicerius sacri cubiculi, mit der Aufsicht über das kaiserliche Schlafzimmer beauftragt, handelte es sich meistens um Eunuchen. Auch im Byzantinischen Reich blieb der Titel gräzisiert als primikerios (πριμικήριος) mit verschiedenen Steigerungsformen in Gebrauch.

## Geschichte
In der Katholischen Kirche des Frühmittelalters, die sich in ihrer Organisation in vielerlei Hinsicht an der des spätrömischen Staates orientierte, wurde dieser Titel dem Oberhaupt einer Gruppe von notarii und defensores verliehen. Als die Kirche im 6. Jahrhundert begann, junge Männer in der Ausbildung zum Dienst in der Kirche in Schulen zusammenzuziehen, wurden die Direktoren dieser Einrichtungen üblicherweise ebenfalls primicerius genannt: Eine Lyoner Inschrift aus dem Jahr 551 erwähnt Stephanus primicerius scholae lectorum servientium in ecclesia Lugdunensi. Isidor von Sevilla beschreibt in seiner Epistola ad Ludefredum um 600 die Aufgaben eines primicerius des niederen Klerus. Folgt man dieser Darstellung, so erwarben die primicerii einen Bedeutungszuwachs hinsichtlich der liturgischen Funktionen.
In den Regeln Chrodegangs und den Statuten des Amalarius von Metz zum täglichen Leben des Klerus an Stiftskirchen und Kathedralen wird der primicerius als dritter in der Rangfolge des Kapitels nach dem Archidiakon und dem Archipresbyter geführt; er war der Vorgesetzte des niederen Klerus und dirigierte die Liturgie und den Gesang. In dieser Form war der primicerius eine Fortentwicklung der früheren primicerii der scola cantorum oder lectorum.